# Rato (informática)
- rato: mouse

Na tecnologia, o mouse(pt-BR) ou rato(pt-PT?) é um periférico de entrada que junto ao teclado auxilia no processo de entrada de dados em programas com interface gráfica (um dispositivo para Interação homem-computador e entrada de dados) criado pela empresa Xerox (mas somente se tornou um produto comercializado com a Apple). O rato ou mouse (estrangeirismo: empréstimo do inglês "mouse", que significa em português "camundongo") tem como função movimentar o cursor (ou apontador) pelo ecrã ou tela do computador que possui, normalmente, quatro tipos de operações: movimento, clique, duplo clique e arrastar e largar.
Existem modelos com um, dois, três ou mais botões, cuja funcionalidade depende do ambiente de trabalho e do programa que está a ser utilizado. Claramente, o botão esquerdo é o mais utilizado.

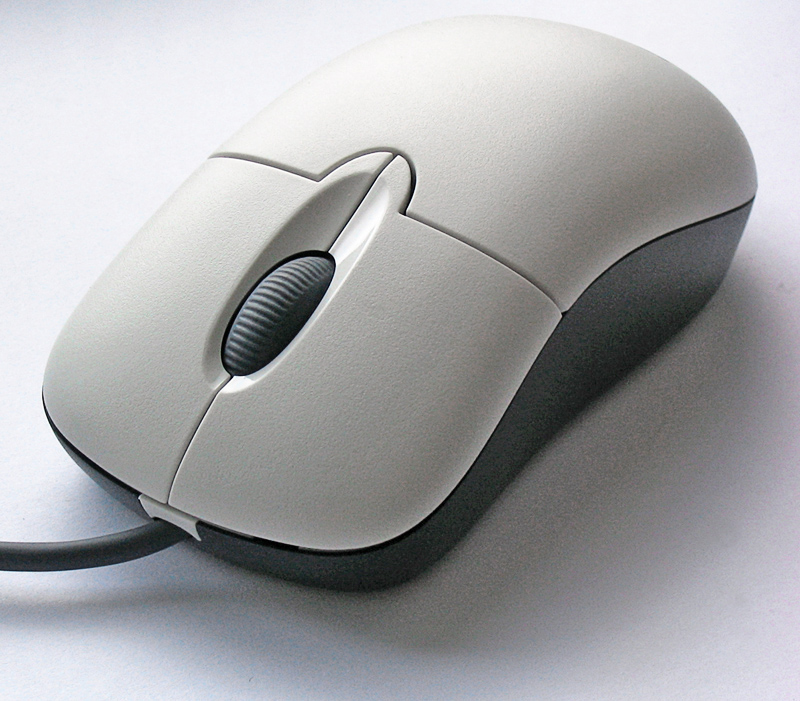
Mouse contemporâneo, com as características mais comuns - dois botões e um botão de rolagem.

O mouse era ligado inicialmente ao computador através de uma porta serial PS/2, agora é ligado por uma porta USB (Universal Serial Bus) ou conexões sem fio: as mais antigas eram com infravermelho, os atuais usam bluetooth.
Outros dispositivos de entrada competem com o rato, como por exemplo os painéis táteis (usados basicamente em aparelhor portáteis) e bolas de comando (trackballs). Também é possível ver o manípulo eletrónico (ou controle ou joystick) como concorrente, porém estes não são comuns em computadores. É interessante notar que uma bola de comando pode ser vista como um rato de cabeça para baixo.

## Funcionamento
1. A bola, que faz girar a roldana;
2. Roldana que irá alterar a passagem de luz entre o LED e o sensor;
3. Sensor fotoeléctrico;
4. Botão de clique (esquerdo);
5. LED.

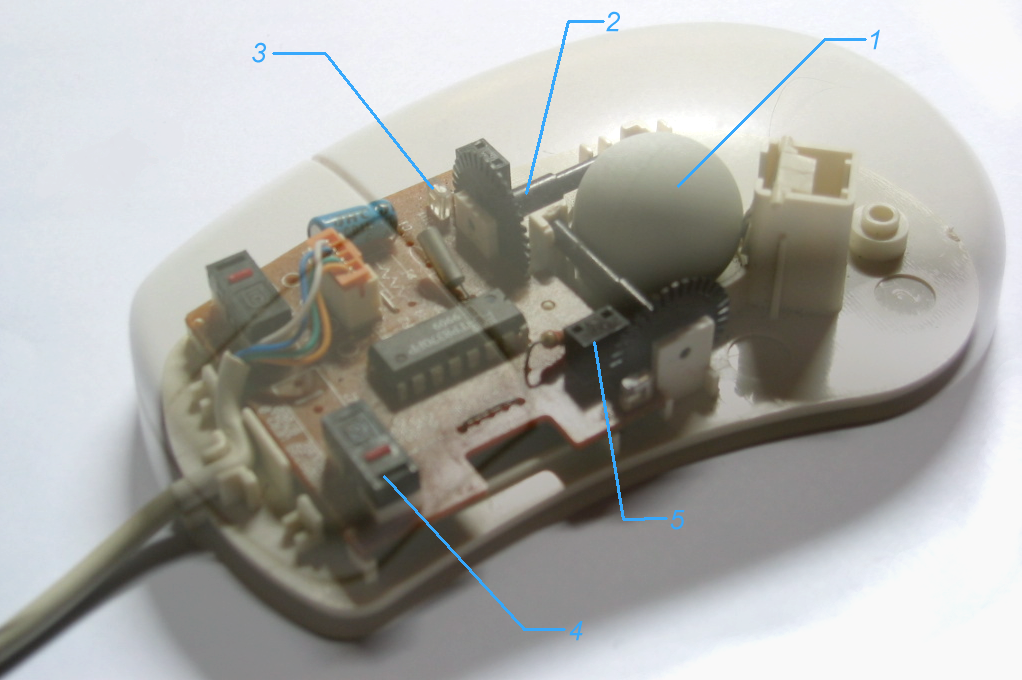
Interior de um rato mecânico:
- A bola, que faz girar a roldana;
- Roldana que irá alterar a passagem de luz entre o LED e o sensor;
- Sensor fotoeléctrico;
- Botão de clique (esquerdo);
- LED.

O rato ou mouse original possuía dois discos que rolavam nos eixos X e Y e tocavam directamente na superfície. O modelo mais conhecido de rato é, provavelmente, o rato baseado em uma esfera, que roda livremente, mas que, na prática, gira dois discos que ficam em seu interior. O movimento dos discos pode ser detectado tanto mecanicamente quanto por meio óptico.
Os modelos ópticos foram introduzidos pela Microsoft em 1999 não tendo peças móveis. De modo muito simplificado, eles tiram fotografias que são comparadas e que permitem deduzir o movimento que foi feito. O rato óptico é uma invenção do início da década de 1990, quando a Sun fornecia máquinas com um rato óptico que exigia um mousepad especial, com uma padronagem matricial.
O rato óptico actual, porém, usa uma tecnologia muito mais avançada, que pode funcionar em qualquer superfície não reflexiva.
O mouse ou rato, por padrão, possui, pelo menos, dois botões: o esquerdo é usado para selecionar e clicar (acionar) ícones e o direito realiza funções secundárias como, por exemplo, exibir as propriedades do objeto apontado. Há, ainda, na maioria dos ratos (ou mouses), um botão scroll em sua parte central, que tem, como função principal, movimentar a barra de rolagem das janelas.

## História

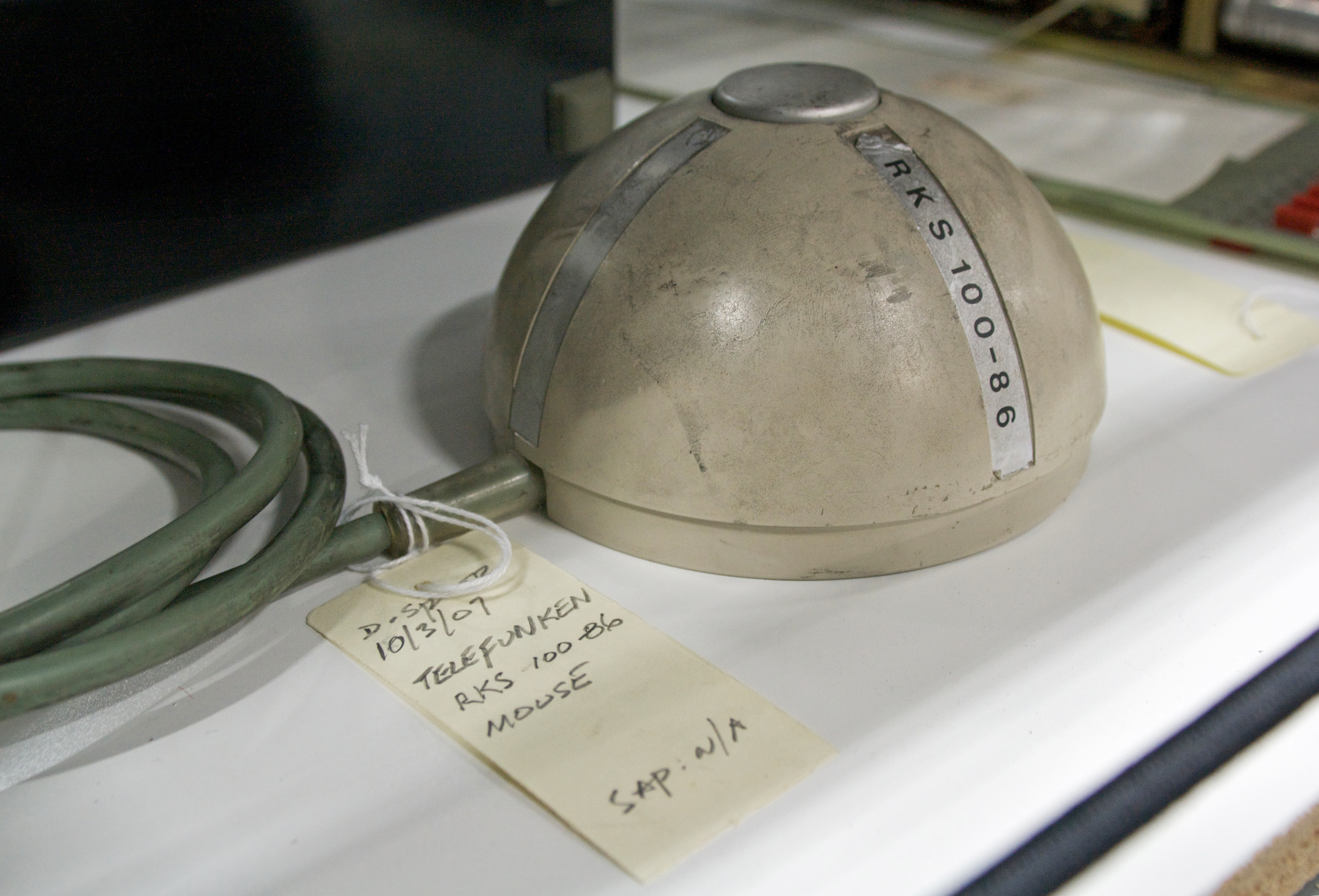
O Telefunken Rollkugel de 1968.

Embora tenha sido inventado por Bill English, a sua patente pertence a Douglas Engelbart, registrada sob o n.° 3.541.541 nos Estados Unidos, datando de 1970.
Engelbart apresentou este periférico pela primeira vez em 9 de dezembro de 1968 denominando-o de "XY Position Indicator For A Display System". Constituía-se então em uma pequena caixa de madeira com apenas um botão. O invento de Engelbart ficou sem muita utilização devido à falta de necessidade de tal dispositivo: afinal, a maioria dos computadores utilizava apenas textos sem cursores na tela.
A partir da primeira metade da década de 1980, mais precisamente em 1983, a Apple Inc. passou a utilizar o mouse como dispositivo apontador em seus micros Apple Lisa. Desde lá para cá, o periférico tornou-se parte integrante dos atuais PCs.
O Windows da Microsoft foi criado à volta dele e navegar na internet seria impossível sem um rato (mouse). Pode-se dizer que, a partir do lançamento do Windows 3.1, em abril de 1992, o lugar do mouse estava assegurado.

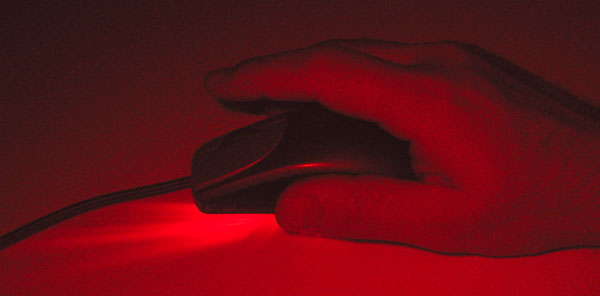
Rato óptico atual usando um LED vermelho para projetar luz na superfície de tração.

Na época, Douglas Engelbart vendeu a patente do "X-Y Position Indicator" (rato/mouse) por 10 000 dólares estadunidenses.
Nos últimos anos, centenas de milhões de computadores e, certamente, um número igual ou maior de mouses foram vendidos.
Em 10 de abril de 1997, Engelbart recebeu, em Washington, o prêmio Lemelson-MIT de 500 mil dólares estadunidenses, um dos principais prêmios do mundo para inventores.

### Mudanças em ordem cronológica

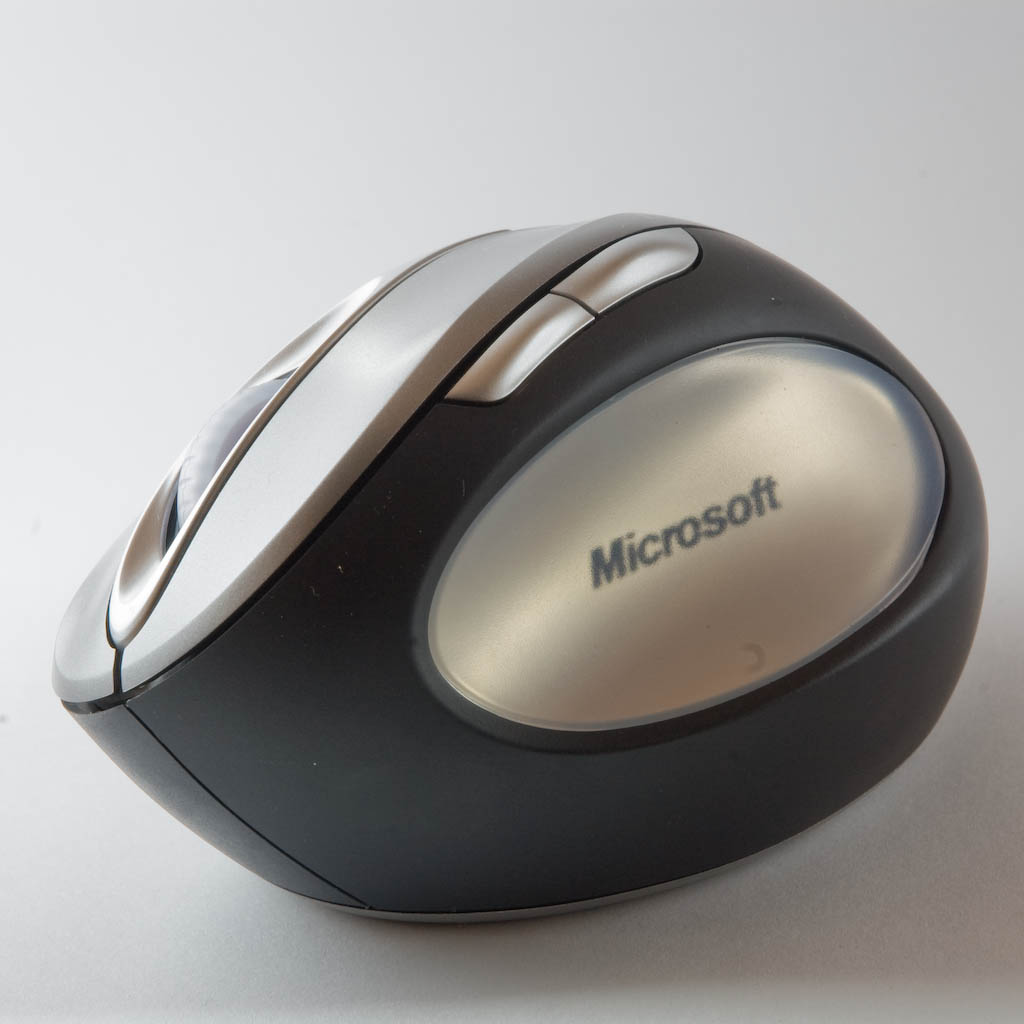
Mouse sem fio de 5 botões.

1. Esfera: ganhou uma esfera, para que pudesse transmitir, com mais precisão, os movimentos.[19][20]
2. Trackball: inventa-se o trackball, um rato (ou mouse) de "cabeça para baixo". Os movimentos são conseguidos usando-se o polegar diretamente na esfera. Algumas pessoas se sentem mais à vontade com o trackball do que com o rato.[9][8]
3. Sem fio: a opção de não se ter mais um fio entre o rato e o microcomputador. O rato sem fio envia as informações para a base e esta se encarrega de passar, para o computador, as informações.[21][22]
4. Ergonomia: tanto os ratos como os trackballs passam a ter desenhos mais ergonômicos, se adaptando mais aos usuários.[23][24]
5. Scroll: roda usada para rolar a tela.[12][25]
6. Óptico: a esfera desaparece e todo o conjunto mecânico que era responsável pela leitura do movimento passa a ser óptico. O sistema óptico emite um feixe que "lê" em até 2 000 vezes por segundo a superfície. Através desta leitura é que se detecta o movimento.[26][27]

## Uso em jogos eletrônicos

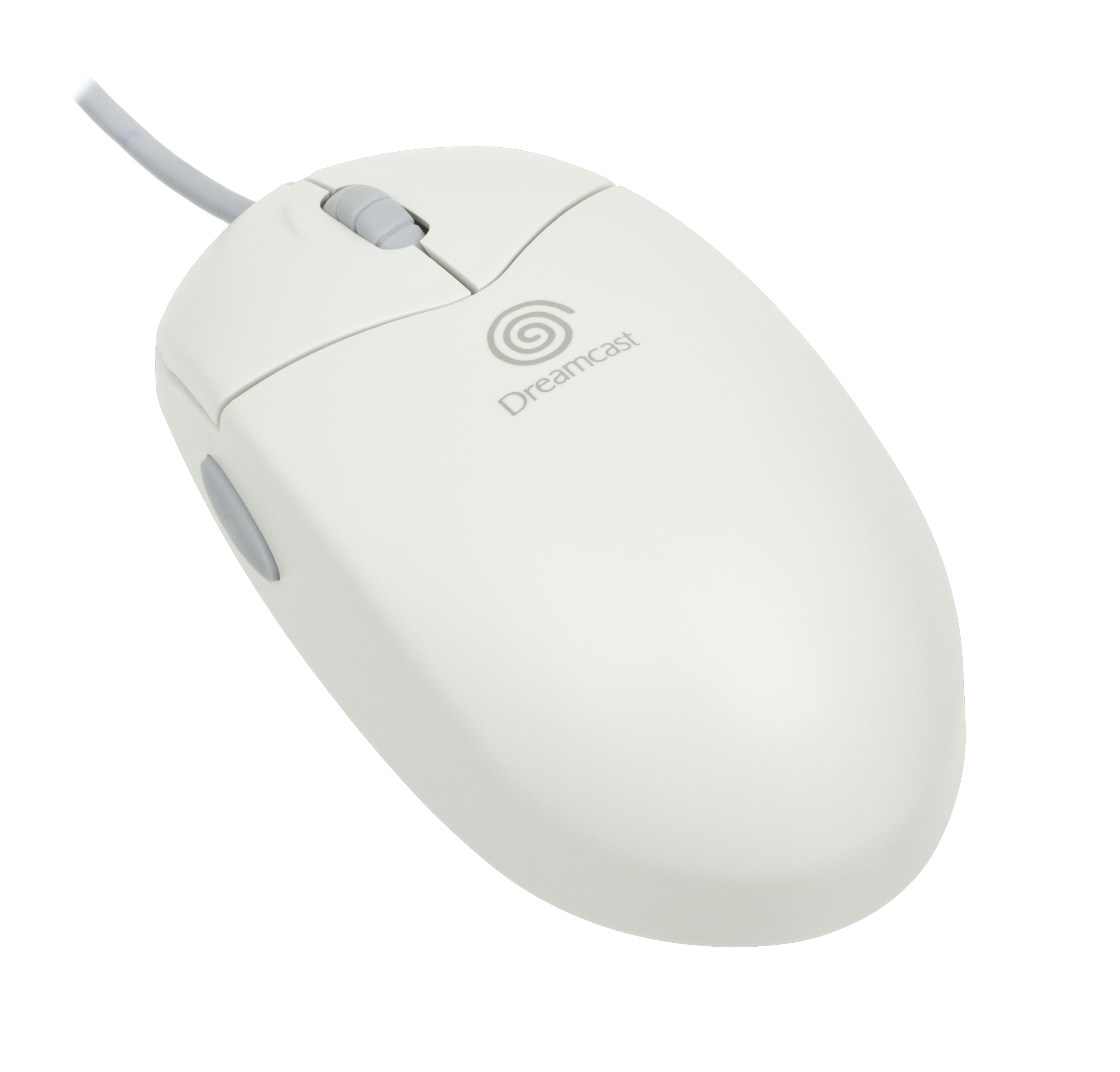
Dreamcast Mouse para o Dreamcast.

O jogo Puzzle para o sistema operacional Mac OS Classic lançado originalmente em 1984 no Macintosh 128K foi o primeiro jogo eletrônico a utilizar o mouse. Durante o princípio vários jogos de tabuleiro, quebra-cabeça e de estratégia passaram a utilizar o dispositivo.
Com o advento dos jogos em 3D, o jogo Doom foi o primeiro jogo a utilizar o mouse para controlar a câmera no eixo horizontal e o Marathon de 1994 foi o primeiro a utilizar o mouse para controlar os eixos horizontal e vertical. Em grande parte dos jogos em primeira e terceira pessoa, o mouse é utilizado para controlar a câmera, enquanto o teclado é utilizado para controlar os movimentos do personagens.
Nos consoles, o console educacional VTech Socrates de 1988 foi o primeiro a vir com mouse, em 1992 a Nintendo lançou o Super NES Mouse para o SNES. No mesmo ano também foi lançado o Sega Mouse para o Sega CD e o mouse para o PC Engine. Em 1994, foi lançado o Shuttle Mouse para o Sega Saturn e o PlayStation Mouse para o PlayStation no dia do seu lançamento. Em 1999 foi lançado o Nintendo 64 Mouse para o 64DD. Em 2000, foi lançado o Dreamcast Mouse para o Dreamcast. Em 2002 foi lançado um mouse junto com o kit Linux for PlayStation 2.

## Galeria

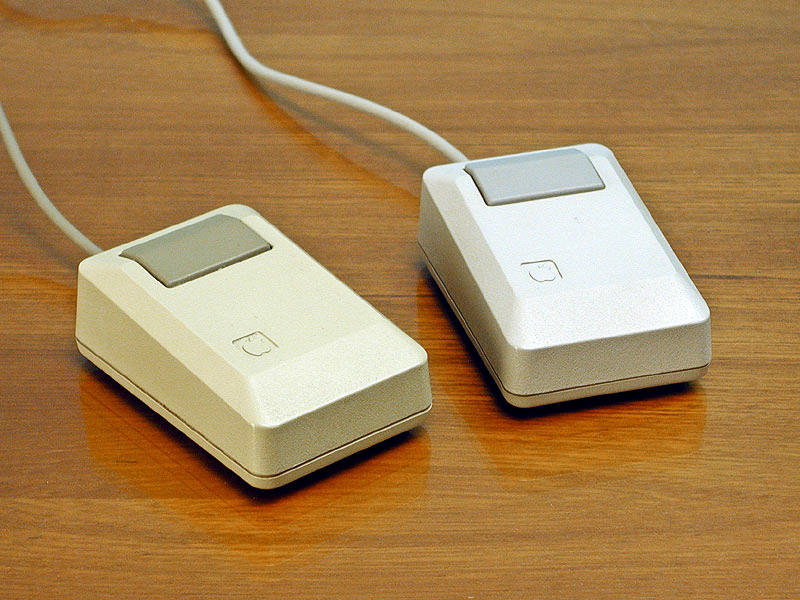
2 mouses de 1986.
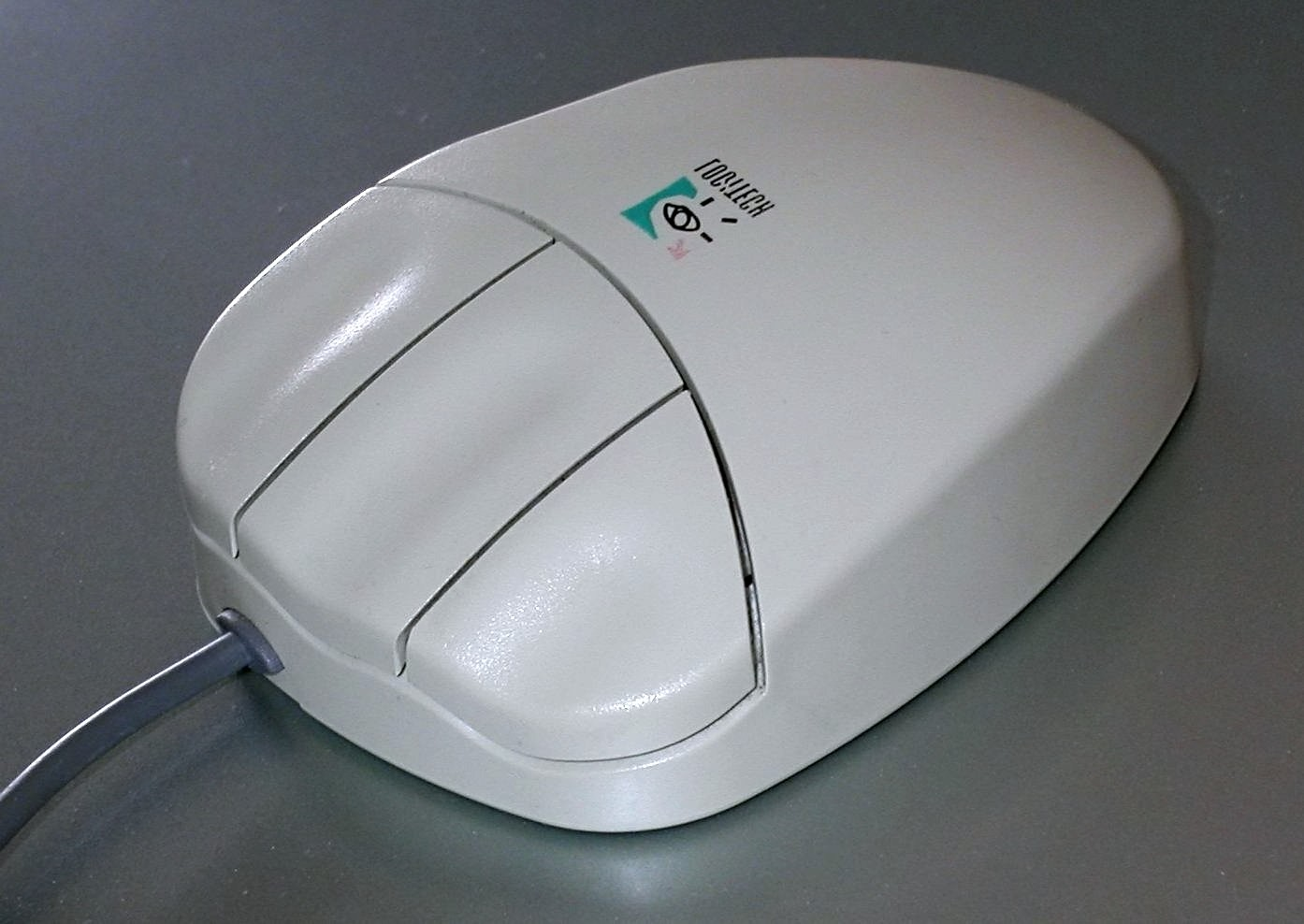
Mouse de 3 botões.
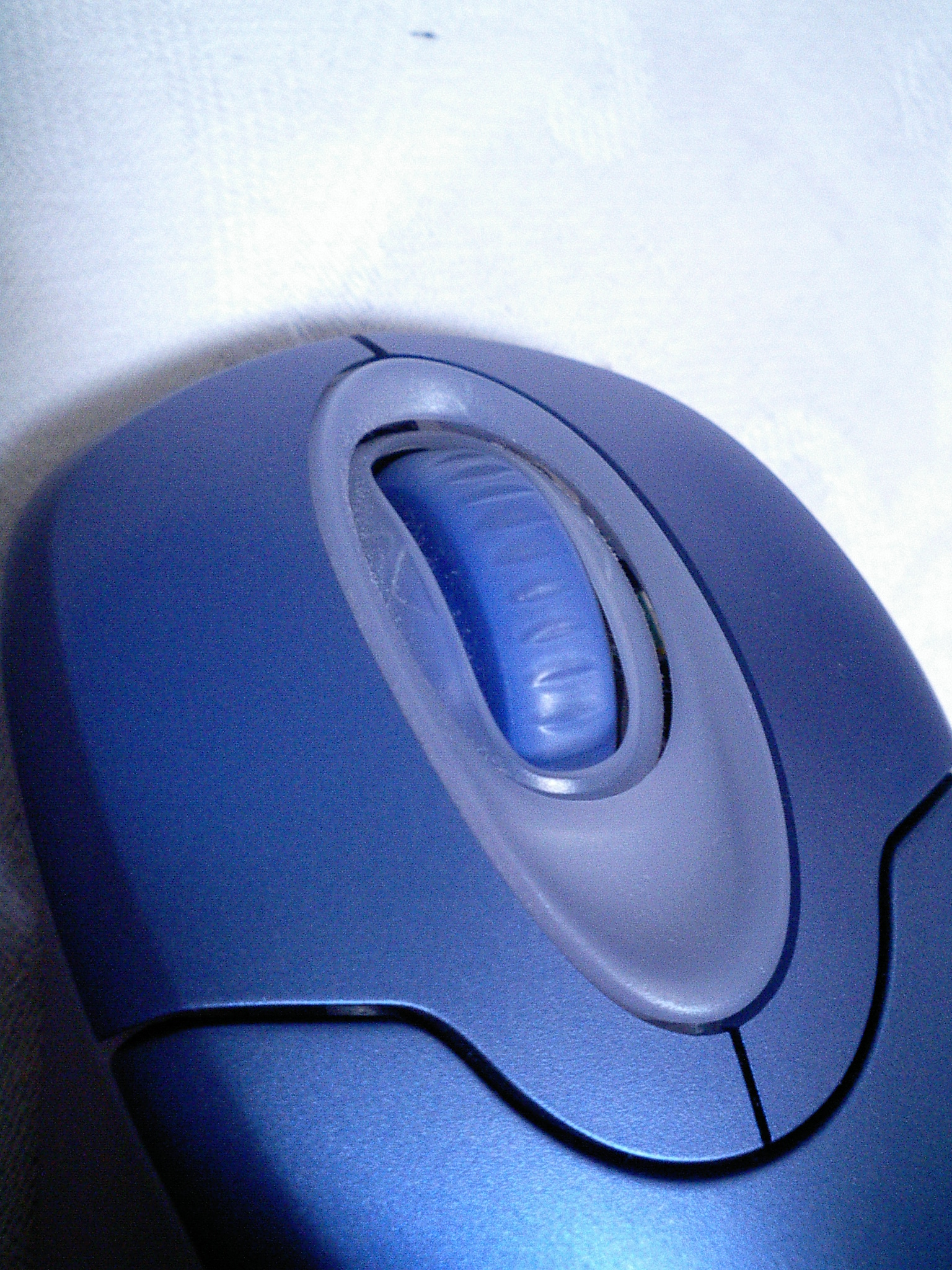
Mouse contemporâneo.
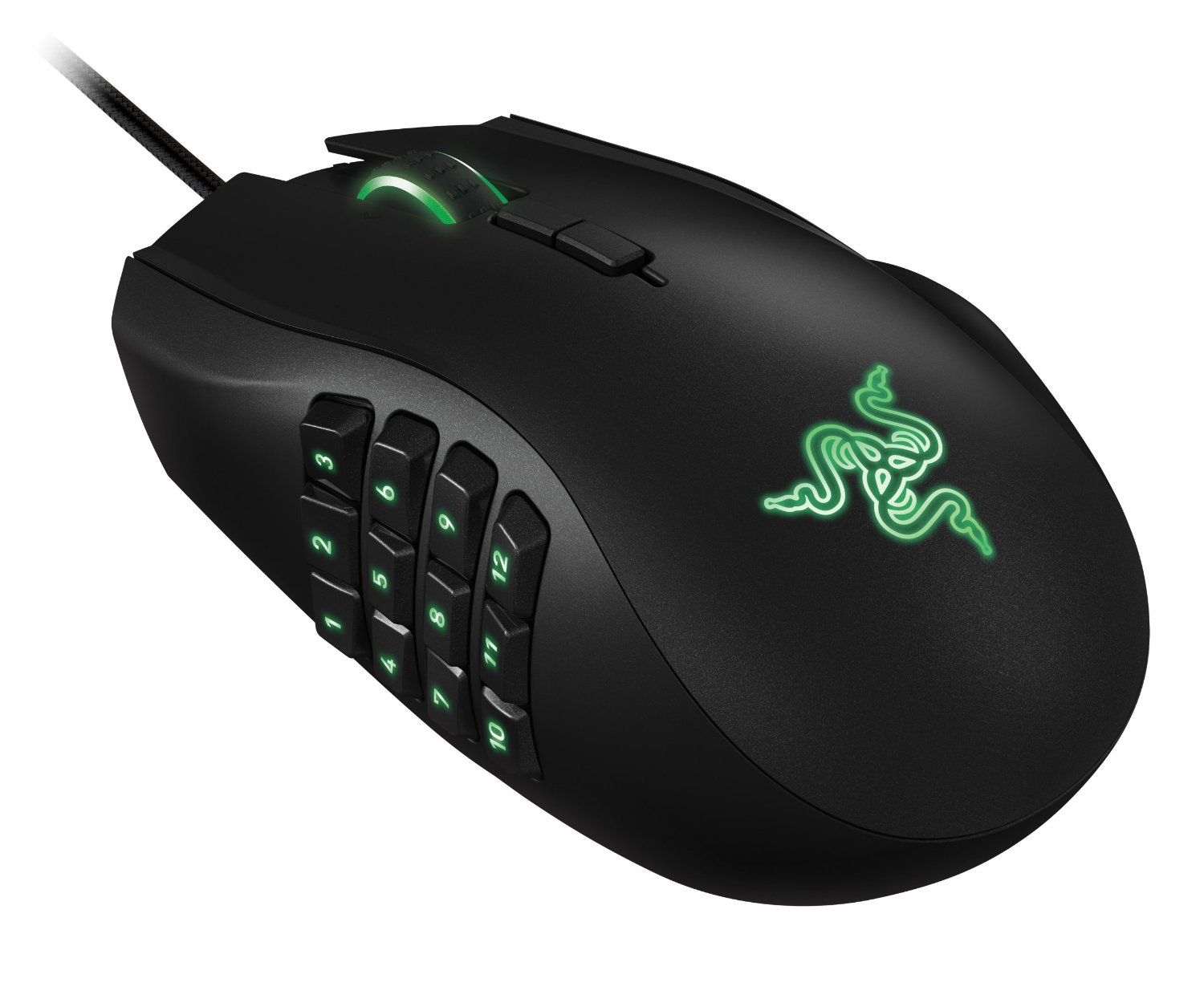
Rato com botões de atalho programáveis da Razer.
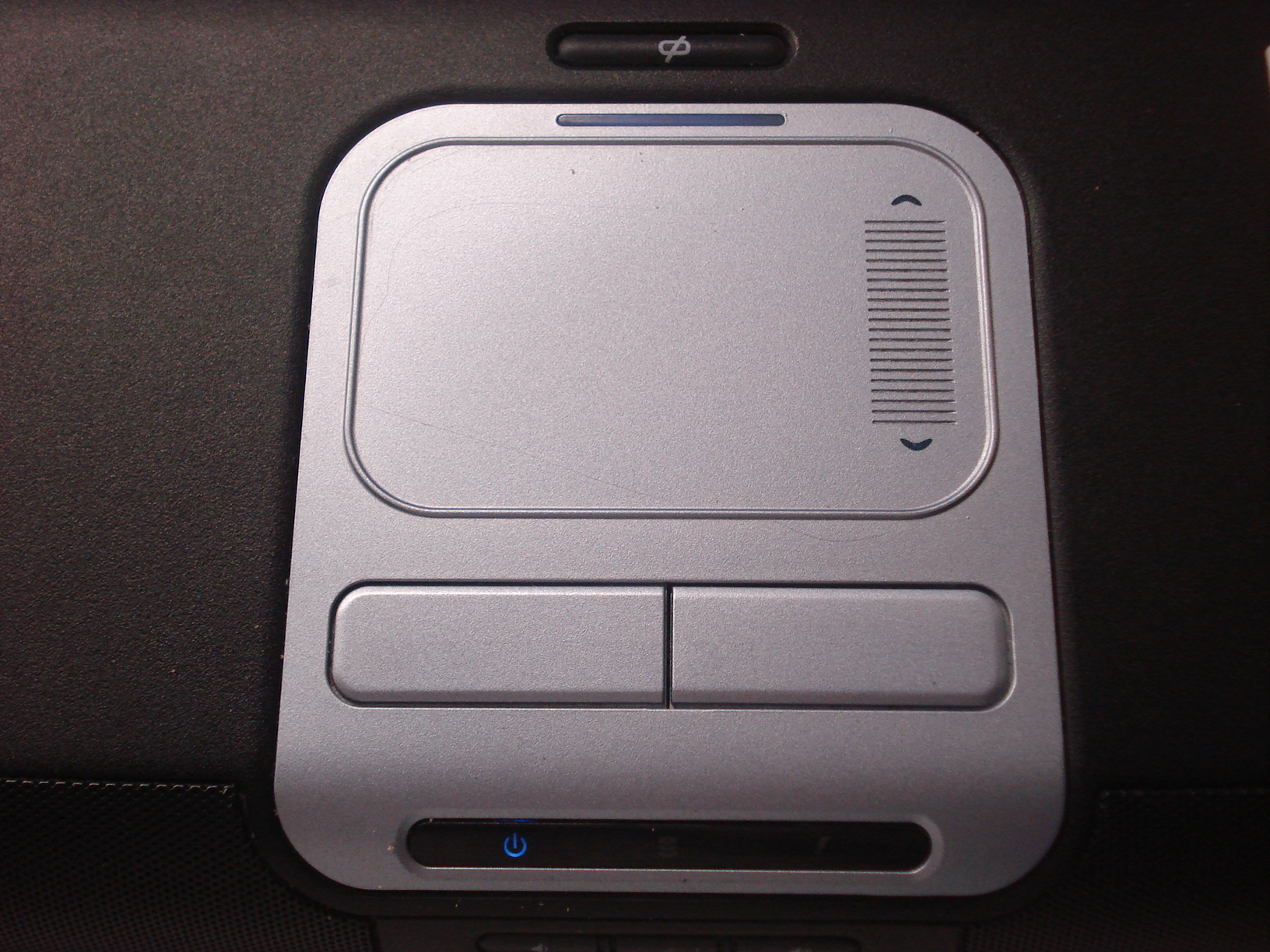
mouse de laptop (touchpad).